# Moniwidowie herbu Leliwa

Herb Leliwa

Moniwidowie herbu Leliwa, czasem Moniwidowicze – polski ród szlachecki, pochodzenia wielkolitewskiego.

## Historia
Nazwisko rodowe Moniwidów pochodzi od pogańskiego imienia Moniwid, należące do Wojciecha Moniwida.
Moniwidowie byli małą, ale wpływową XV-wieczną rodziną szlachecką pochodzącą z Wielkiego Księstwa Litewskiego. Najbardziej znanymi członkami rodziny byli bracia Moniwid Wojciech Kojlikinowicz i Giedygołd Jerzy Kojlikinowicz oraz ich synowie Jan I Moniwid i Piotr Senko Giedygołd. Rodzina posługiwała się herbem Leliwa otrzymanym podczas Unii horodelskiej w 1413 roku. Uważali Wiszniew i Żuprany znajdujące się na dzisiejszej Białorusi za swoje ziemie rodowe. W ciągu kilku lat rodzina zgromadziła około 20 większych gospodarstw z około 2500 gospodarstwami pańszczyźnianymi. Rodzina wspierała wielkiego księcia Świdrygiełło, którego obalono w 1432 roku. Ostatni spadkobierca płci męskiej zmarł w 1475 r., a majątek rodu odziedziczyli Radziwiłłowie i Olechno Sudymuntowicz.

## Członkowie rodu
| Imię               | Data urodzenia  | Data śmierci    | Ojciec           | Matka   |               |
| ------------------ | --------------- | --------------- | ---------------- | ------- | ------------- |
| Kojlikin Gedygołd  | ?               | ?               | ?                | ?       | [ 11 ] [ 12 ] |
| Pokolenie 1        |                 |                 |                  |         |               |
| Jerzy Gedygołd     | 1360 r. (około) | 1435 r.         | Kojlikin         | ?       | [ 13 ]        |
| Wojciech Moniwid   | 1370 r. (około) | 1423 r. (około) | Kojlikin         | ?       | [ 4 ] [ 3 ]   |
| Pokolenie 2        |                 |                 |                  |         |               |
| Jan Moniwidowicz   | 1400 r. (około) | 1458 r.         | Wojciech Moniwid | Jadwiga | [ 6 ]         |
| Pokolenie 3        |                 |                 |                  |         |               |
| Jadwiga Moniwid    | 1430 r. (około) | ?               | Jan Moniwidowicz | Anna    | [ 14 ]        |
| Zofia Anna Moniwid | 1440 r. (około) | ?               | Jan Moniwidowicz | Anna    | [ 15 ]        |
| Wojciech Moniwid   | ?               | 1475 r.         | Jan Moniwidowicz | Anna    | [ 16 ] [ 1 ]  |
| Jan Moniwid        | ?               | 1460 r.         | Jan Moniwidowicz | Anna    | [ 16 ]        |
| Pokolenie 4        |                 |                 |                  |         |               |
| Anna Moniwid       | ?               | ?               | Wojciech Moniwid | ?       | [ 17 ]        |